# Alexander Igorewitsch Wassiljew
Alexander Igorewitsch Wassiljew (russisch Александр Игоревич Васильев; * 16. Mai 1989 in Elektrostal, Russische SFSR) ist ein russischer Eishockeyspieler, der seit 2018 bei Juschny Ural Orsk aus der Wysschaja Hockey-Liga unter Vertrag steht.

## Karriere
Alexander Wassiljew begann seine Karriere als Eishockeyspieler in der Nachwuchsabteilung des HK Dynamo Moskau, für dessen zweite Mannschaft er von 2005 bis 2007 in der drittklassigen Perwaja Liga aktiv war. Anschließend spielte der Flügelspieler in der Saison 2007/08 für die zweite Mannschaft des SKA Sankt Petersburg ebenfalls in der Perwaja Liga, sowie für die Profimannschaft von Neftjanik Leninogorsk in der Wysschaja Liga, der zweiten russischen Spielklasse.
Von 2008 bis 2010 stand Wassiljew bei Witjas Tschechow in der neu gegründeten Kontinentalen Hockey-Liga (KHL) unter Vertrag. Bei seinem neuen Verein konnte er vor allem in der Saison 2008/09, der Premierenspielzeit der KHL, überzeugen und wurde im Dezember und Januar jeweils zum Rookie des Monats der Liga gewählt. In der Saison 2009/10 spielte er parallel für Witjas' Juniorenmannschaft in der erstmals ausgetragenen multinationalen Nachwuchsliga Molodjoschnaja Chokkeinaja Liga. Die folgende Spielzeit begann der Linksschütze bei Atlant Mytischtschi, für dessen Juniorenteam er parallel in der MHL auflief.
Im Dezember 2010 wechselte er innerhalb der KHL zu Metallurg Nowokusnezk, kam im Laufe der Saison jedoch auch zu vier Einsätzen für den HK Rjasan in der neuen zweiten Spielklasse, der Wysschaja Hockey-Liga. In der Saison 2011/12 kam er zunächst ausschließlich bei Metallurgs Farmteam Jermak Angarsk in der Wysschaja Hockey-Liga zum Einsatz. Ende Oktober 2011 wechselte er innerhalb der Wysschaja Hockey-Liga zum HK Donbass Donezk, der zur folgenden Spielzeit in die KHL aufgenommen wurde.
Mitte Januar 2013, kurz nach dem Gewinn des IIHF Continental Cup mit dem HK Donbass Donezk, wurde er an den SKA Sankt Petersburg abgegeben, die ihn bis Saisonende beim HK WMF Sankt Petersburg einsetzten. Anschließend wurde er im Rahmen eines Spielertausches an den HK Witjas abgegeben.

## Erfolge und Auszeichnungen
- 2008 KHL-Rookie des Monats Dezember
- 2009 KHL-Rookie des Monats Januar
- 2013 IIHF-Continental-Cup-Gewinn mit dem HK Donbass Donezk

## KHL-Statistik
(Stand: Ende der Saison 2016/17)